# Неравенства Белла
Теорема Белла (как её теперь называют) показывает, что вне зависимости от реального наличия в квантово-механической теории неких скрытых параметров, влияющих на любую физическую характеристику квантовой частицы, можно провести серийный эксперимент, статистические результаты которого подтвердят, либо опровергнут наличие таких скрытых параметров в квантово-механической теории. Условно говоря, в одном случае статистическое соотношение составит не более 2:3, а в другом — не менее 3:4.
В классической физике неравенства Белла соблюдаются всегда.
В общепринятых формулировках квантовых теорий (механики и теории поля) неравенства Белла нарушаются. Хотя у научного сообщества и нет никаких серьёзных оснований сомневаться в данных формулировках, философская проблема «отсутствия локального реализма», выражением которой является нарушение неравенств Белла, настолько важна для самих первооснов квантовой теории, что были поставлены отдельные эксперименты, направленные на нахождение нарушений неравенств Белла в реальной природе.
По предварительным данным, эксперименты показали нарушение неравенств Белла, то есть отсутствие локального реализма на фундаментальном (природном) уровне, который не зависит от выбора теории для описания. Иными словами, последние эксперименты свидетельствуют об отсутствии конкретных значений у параметров до момента измерения, либо надо допустить существование некоей взаимной связи между пространственно разделёнными измерительными устройствами, либо оба фактора действуют одновременно.
Нобелевский лауреат Герард Хоофт поставил под сомнение достоверность теоремы Белла на основе возможности супердетерминизма и предложил некоторые идеи для построения локальных детерминированных моделей.

## Краткое описание идеи
В крайне упрощённом виде, но с сохранением сути, идея Белла выглядит так:
1. Пусть есть отправитель, который шлёт некие физические сообщения (полями, волнами, частицами или же телами) куда-то «вдаль от себя».
2. Пусть у каждого отдельного сообщения есть 4 каких-то параметра — физических величины, которые принимают значения +1/-1 (синоним: булевские истина и ложь).
3. Пусть все сообщения (а их много) в момент их отправки имеют некоторое статистическое распределение значений этих 4 величин.
4. Пусть есть 2 получателя — «чётный» и «нечётный», находящиеся в той же «дали от отправителя», куда отправитель шлёт сообщения. То есть отправитель в момент отправки не знает, кто из 2 получателей получит сообщение, и не может использовать это знание (которого нет) для видоизменения статистических закономерностей в потоке сообщений — они одинаковы для обоих получателей.
5. Пусть «чётный» получатель для каждого сообщения «бросает монету» (осуществляя случайный выбор из 2 вариантов), и, в зависимости от «орла или решки», измеряет либо параметр 2, либо параметр 4 у очередного сообщения.
6. Пусть «нечётный» получатель делает то же самое, но для параметров 1 и 3.
7. Таким образом, «чётный» получатель в итоге может построить «среднее значение измерений параметра 2», а также параметра 4. А «нечётный» — то же для параметров 1 и 3.

Тогда существует простая формула, называемая «неравенство Белла» (в виде — «некоторое выражение не превосходит 2 — удвоенной вероятности достоверности»), включающая в себя только средние из пункта 7 выше.
Для предъявления и доказательства неравенства Белла (в его простейшем виде, то есть с 4 величинами, каждая из которых есть {\displaystyle \pm 1}) введём обозначения {\displaystyle A_{0}} и {\displaystyle A_{2}} для результатов замеров, сделанных «чётным» наблюдателем, и {\displaystyle A_{1}} и {\displaystyle A_{3}} для результатов замеров, сделанных наблюдателем «нечётным».
Рассмотрим выражение, в которое входят результаты всего одного замера каждым наблюдателем:
{\displaystyle A_{0}A_{1}+A_{0}A_{3}+A_{2}A_{1}-A_{2}A_{3}}
Очевидно, справедливо следующее равенство:
{\displaystyle A_{0}A_{1}+A_{0}A_{3}+A_{2}A_{1}-A_{2}A_{3}=(A_{0}+A_{2})A_{1}+(A_{0}-A_{2})A_{3}}
Поскольку {\displaystyle A_{0}=\pm 1} и {\displaystyle A_{2}=\pm 1}, одна из сумм в скобках справа всегда нуль (что зануляет все слагаемое), а вторая — {\displaystyle \pm 2}.
При этом также {\displaystyle A_{1}=\pm 1} и {\displaystyle A_{3}=\pm 1}, что означает:
{\displaystyle A_{0}A_{1}+A_{0}A_{3}+A_{2}A_{1}-A_{2}A_{3}=(A_{0}+A_{2})A_{1}+(A_{0}-A_{2})A_{3}=\pm 2}
Теперь перейдём к рассмотрению среднего по большой совокупности замеров, обозначив среднее величины {\displaystyle A} угловыми скобками {\displaystyle \langle A\rangle }. Видно, что:
{\displaystyle \langle A_{0}A_{1}+A_{0}A_{3}+A_{2}A_{1}-A_{2}A_{3}\rangle \leq 2}
(видно потому, что значение случайной величины в угловых скобках всегда {\displaystyle \leq 2}).
Теперь предположим, что а) статистика значений {\displaystyle A_{i}} определена уже в момент излучения сообщений (то есть акт измерения не вносит в статистику ничего нового), и одинакова для обоих наблюдателей и б) выборы между {\displaystyle A_{0}} и {\displaystyle A_{2}} у «нечётного» наблюдателя и аналогичные у «чётного» — абсолютно независимы друг от друга с точки зрения теории вероятностей, а также независимы и от статистики {\displaystyle A_{i}} у отправителя.
Тогда мы можем применить закон теории вероятностей «среднее суммы равно сумме средних», и написать неравенство Белла (в простейшем случае):
{\displaystyle \langle A_{0}A_{1}\rangle +\langle A_{0}A_{3}\rangle +\langle A_{2}A_{1}\rangle -\langle A_{2}A_{3}\rangle \leq 2}
Она интересна тем, что неравенство Белла всегда верно при следующих допущениях:
А) измерение у получателя не вносит никакой дополнительной «вероятностности» (не меняет и не искажает статистику) в значение параметра сообщения. Вышеупомянутое значение было в сообщении всегда, а измерение лишь извлекло его, не поменяв.
Б) нет никакой статистической корреляции между решениями («бросаниями монеты» из пункта 5), сделанными «чётным» получателем, и — чем бы то ни было, решениями или результатами измерений — произошедшем у «нечётного» (и наоборот). Пункт Б, в частности, верен, если есть принципиальная невозможность никакой связи между «чётным» и «нечётным».
В) не существует никакой внешней третьей силы, которая влияет одновременно и на «бросание монеты» у «чётного», и у «нечётного»
Пункт А выше называется «реализмом» (в квантово-физическом смысле слова, он отличается от общефилософского).
Возможные нарушения пункта А («отсутствие реализма») могут выглядеть, например, так: сам акт измерения вносит возмущения в систему, изменяя её состояние, а затем измеряя и «выдавая как ответ» величину для нового состояния. При этом таковые возмущения — случайны, имеют своё собственное распределение вероятностей, не связанное с распределением вероятностей значений величин в сообщениях в момент их отправки. Численный же результат измерения есть функция двух случайных величин — 1) значения на момент отправки и 2) возмущения в момент измерения.
Утверждение, что на физическую/материальную сущность влияет только её непосредственное «соседство» (а на «соседство» — в свою очередь его «соседство» и т. д.), называется «принципом локальности» (синонимы: «принцип запрета дальнодействия», «принцип близкодействия»), и понимается как аксиома в релятивистской физике («теории поля»). Пункт Б выше тесно связан с данным принципом. Например: если пункт Б нарушается всегда, то это означает нелокальность — хотя бы потому, что отдельные акты измерений у «чётного» и «нечётного» наблюдателей могут оказаться абсолютно удалёнными (в релятивистском смысле) событиями, а между ними невозможны никакие причинно-следственные связи (последнее утверждение — и есть принцип локальности).
Пункт В выше называется «отсутствием супердетерминизма». Под супердетерминизмом понимается следующая философская идея: предопределено/детерминировано (или же управляемо высшей силой) не только поведение материального мира, и не только поведение и сознание людей (в каких-то отдельных аспектах), а даже и — поведение и сознание людей в тех случаях, когда они ставят эксперименты по познанию материального мира, или же интерпретируют их результаты.
Если Пункт В неверен, то это означает, что выборы двух наблюдателей кажутся им самим случайными, а на деле в этой случайности есть некая закономерность (причём общая у них обоих), устанавливаемая волей высшей третьей силы (например, волей Божьей).
Идея супердетерминизма имеет богатое философское и религиозное применение.
Пункт В в рассуждении выше добавил Герард Хофт в своём письме Беллу — исходная идея Белла не содержала этого пункта. В ответе Белл согласился, что данная идея «ломает» все его рассуждение.
Второе, чем интересна идея Белла, заключается в том, что теоретическая часть квантовой физики «ломает» идею Белла.
Нарушение неравенств Белла возникает в квантовой физике, например, в случае, если «четыре величины» из описания выше — это проекции момента импульса частицы, орбитального или же спинового, на некоторые выбранные направления, связанные между собой.
Если отправитель шлёт электроны в спиновом состоянии «строго вверх по некоторой оси {\displaystyle Z}», а четыре измерения у получателей — есть измерения проекций спина на некоторые направления, вся совокупность которых задана направлением {\displaystyle Z} у отправителя — тогда при некотором выборе этих направлений, согласно квантовой теории, нарушатся неравенства Белла (величина окажется «два корня из двух», что больше двух). Доказательство этого использует то, что в квантовой физике средние значения измерений есть значения «скобок Дирака» (полуторалинейных комплексных форм) {\displaystyle \langle S|O|S\rangle }, где {\displaystyle |S\rangle } — состояние, а {\displaystyle O} — оператор данной величины. Если величиной является проекция спинового момента импульса на направление, что {\displaystyle S} есть спинор (столбец из 2 комплексных чисел с некоторыми свойствами), а {\displaystyle O} — есть комплексная матрица 2 на 2, причём, если направлением является сама ось {\displaystyle X}, {\displaystyle Y} или {\displaystyle Z}, то матрицы {\displaystyle O} совпадают с матрицами Паули по осям {\displaystyle X}, {\displaystyle Y} или же {\displaystyle Z}. «Раскрытие» формул для средних значений измерений проекций момента даст число, превышающее 2.
То же самое случится и с орбитальным моментом импульса.
Таким образом, каноническая общепринятая квантовая теория либо а) нереалистична, либо б) нелокальна, либо в) имеет в себе супердетерминизм (который налагает условия уже не на материю, а на поведение её исследователей).
Квантовая теория может быть изложена в различных интерпретациях, равносильных друг другу. Интерпретации различны, в частности, тем, какой именно смысл приписывается кет-векторам («описателям состояний») {\displaystyle |S\rangle }.
В самой известной и исторически первой «копенгагенской» интерпретации (названа в честь места рождения и жительства её автора Нильса Бора) «жертвуют» именно реализмом, то есть пунктом А. При этом теория становится локальной и не содержит супердетерминизма.
В данной интерпретации — любое измерение, и вообще взаимодействие, возмущает состояние системы (это называется «коллапс волновой функции»). При этом данный процесс имеет принципиально «вероятностную» природу. Измерение величины {\displaystyle V} сначала а) переводит (возмущением, коллапсом) систему в одно из «собственных состояний» величины {\displaystyle V}, если она не была в таковом ранее, а затем б) извлекает значение {\displaystyle V} в новом состоянии.
Значение величины {\displaystyle V} определено (точно) только в её собственных состояниях. В других же состояниях есть только распределение вероятностей того, что произойдёт в случае проведения измерения.
Кет-вектор в «копенгагенской» интерпретации имеет смысл распределения вероятностей. Если выбрать базис из собственных состояний некоторой величины (а считается, что таковой всегда существует, более того, существует ортонормированный) — то представлением кета в этом базисе будут комплексные коэффициенты разложения по базису, а квадраты модулей этих коэффициентов (уже действительные и неотрицательные) — и есть вероятности.
Однако «копенгагенская» интерпретация изначально подвергалась серьёзной критике, например, Эйнштейном в его конфликте с Нильсом Бором («старик (Бог) не играет в кости» — фраза Эйнштейна), и критику вызывала именно идея принципиальной «вероятностности» (то есть отсутствие реализма, нарушение пункта А выше).
Потому делались попытки построить квантовую теорию без принципиальной «вероятностности», например — интерпретация Бома. Однако в интерпретации Бома все зависит от некоторой «волны-пилота», и более того — зависит нелокально, то есть происходящее в малой окрестности некоторой точки зависит от «волны-пилота» едва ли не во всей Вселенной сразу. При этом «волна-пилот» неизмерима в полном объёме, а кет-вектор отражает «меру нашего незнания» о волне-пилоте — то есть распределение вероятностей того, что волна-пилот, про которую известна лишь часть её параметров, принимает именно точно такие значения и формы.
Как нелокальность, так и отсутствие реализма вызывали к квантовой теории большие вопросы.
Работа Белла посвящена именно попыткам ответить на часть из них, и ответы были получены в виде а) классическая физика есть «белловская» б) квантовая теория — «не-белловская» в) остался лишь вопрос, «белловская» ли «квантовая природа», то есть те явления природы, которые не описываются классической физикой и описываются лишь квантовой.

## Нарушение принципа локального реализма и свободы выбора в опытах Шайдла и других
1 ноября 2010 г. в журнале Proceedings of the National Academy of Sciences была опубликована статья Шайдла и др., в которой рассказывается об экспериментах, проведённых в июне-июле 2008 г. на Канарских островах Пальма и Тенерифе, расстояние между которыми составляет 144 км. На Пальме генерировалась пара запутанных фотонов, один из которых затем передавался по свёрнутому в кольцо световоду длиной 6 км на детектор Alice, расположенный рядом с источником (задержка 29,6 мкс), а другой передавался по открытому воздуху на детектор Bob, расположенный на Тенерифе (задержка 479 мкс). Также была введена электронная задержка в детекторе Bob, так что в системе координат воображаемого наблюдателя, летящим параллельно одному из фотонов с Пальмы на Тенерифе, события детектирования происходили приблизительно одновременно. Таким образом, экспериментаторам удалось закрыть лазейки для локального реализма и свободы выбора во всех системах координат.
Было проведено четыре измерения по 600 с каждое, детектировано 19 917 фотонных пар, неравенство Белла было нарушено с уровнем достоверности, превышающим 16 среднеквадратических отклонений (2,37±0,02, тогда как предельное максимальное значение составляет 2,828).
Авторы полагают, что их эксперимент опровергает большой класс детерминистических теорий, оставляя только такие, которые практически невозможно ни подтвердить, ни опровергнуть экспериментально, а именно, теории, позволяющее путешествовать во времени в прошлое и производить там действия, а также теории «суперреализма» («супердетерминизма»), согласно которым далёкое общее прошлое до возникновения запутанной пары заранее определяет как её поведение, так и все скрытые переменные, связанные с её детектированием.
В 2015 г. различными коллективами исследователей были проведены опыты по проверке неравенств Белла с дополнительными предосторожностями против возможной передачи скрытых параметров. Результаты опытов несовместимы с теорией локальных скрытых параметров.

## Проведённые к настоящему моменту эксперименты
| Исходные параметры a и b                                                         | Измеренное значение параметра Белла Sexp, должно быть < 2,82 | Кем проверялось                                                    |
| -------------------------------------------------------------------------------- | ------------------------------------------------------------ | ------------------------------------------------------------------ |
| Выбираются в световом конусе прошлого относительно точки испускания *            | 2,28 ± 0,04                                                  | Эксперименты со статическими настройками, напр., Фридман и Клаузер |
| Изменяются периодически **                                                       | 2,23 ± 0,05                                                  | Аспе и др.                                                         |
| Выбираются случайно в световом конусе будущего относительно точки испускания *** | 2,23 ± 0,09                                                  | Вайс и др.                                                         |
| Пространственное удаление от источника                                           | 2,37 ± 0,02                                                  | Шайдл и др.                                                        |

- Эксперимент Белла[англ.] (также известен как тест неравенств Белла)